# Simon Woods
Simon Woods est un acteur anglais, né le 7 janvier 1980.
Il est essentiellement connu pour son rôle d'Octave dans Rome et de Charles Bingley dans Orgueil et Préjugés au côté de l'actrice Keira Knightley.

## Biographie
Après avoir obtenu son diplôme de l'Université d'Oxford, Woods travaille brièvement pour le journal The Guardian avant de se lancer en tant que comédien.
Il a été en couple durant deux ans avec Rosamund Pike, sa partenaire dans Orgueil et Préjugés. En 2009, il annonce sa relation avec Christopher Bailey de la marque Burberry. Le 31 août 2012, le public apprit leurs fiançailles, puis leur mariage.

## Filmographie
- 2003 : Cambridge Spies Saison 1 : Charlie Givens
- 2005 : Orgueil et Préjugés de Joe Wright : Mr. Bingley
- 2006 : MI-5 Saison 5 : Rowan
- 2006 : Starter for 10 de Tom Vaughan : Josh
- 2007 : Cranford Saison 1 : Dr Frank Harrison
- 2007 : Rome Saison 2 : Octave
- 2007 : Angel de François Ozon
- 2007 : I Want Candy de Stephen Surjik : Un acteur de film
- 2008 : City Homicide : L'Enfer du crime Saison 2 : Greg Menzies
- 2008 : Penelope de Mark Palansky : Edward
- 2008 : Sunny et l'Éléphant de Frédéric Lepage et Olivier Horlait : Nicolas